# ディーカム・ビルディング

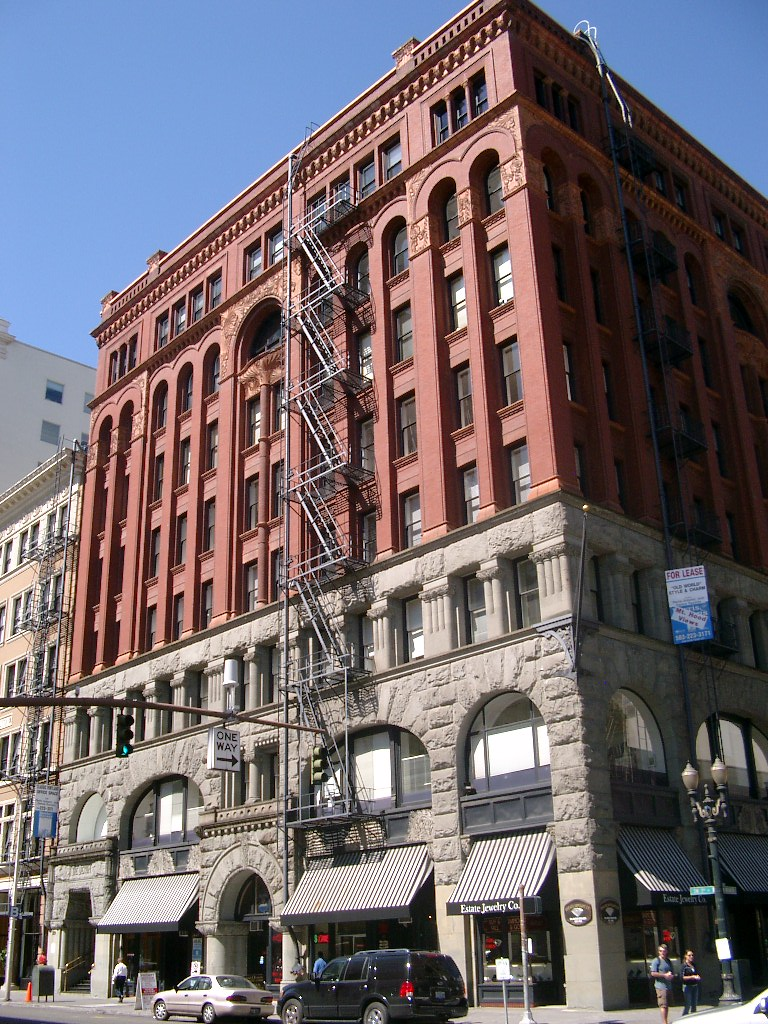
ディーカム・ビルディング

ディーカム・ビルディング（英: The Dekum Building）は、アメリカ合衆国オレゴン州ポートランド市中心街の SW Third Avenue と Washington Street の交差点にある歴史的事務所建築物。1980年にアメリカ合衆国国家歴史登録財に登録された。
この8階建ての建築物はロマネスク復興様式の一例とされ、McCaw, Martin and White社による設計の下、オレゴン州で採れた材料のみで建造された。1891年に竣工を迎え、ポートランドで最初の菓子屋を開業したドイツ人移民フランク・ディーカム（Frank Dekum、1823年 - 1894年）にちなんでディーカム・ビルディングと命名された。建設中、石工達は普段飲んでいるコーヒーの代わりにビールを飲んでいたと伝えられている。